# Příhody Toma Bombadila
Příhody Toma Bombadila (v originále The Adventures of Tom Bombadil) je sbírka poezie psaná J. R. R. Tolkienem, kterou publikoval v roce 1962. Kniha obsahuje 16 básní, mezi něž patří i Bombadilovo nejslavnější střetnutím s Frodem Pytlíkem v Knize Společenstvo Prstenu. Zbytek básní je směs bestiářské poezie a rýmovaných pohádkových příběhů. Dvě básně z této knihy se objevují v sáze Pán prstenů. Děj knihy se odehrává v Tolkienově Středozemi.
Kniha byla původně ilustrovaná Pauline Baynesovou a později Roger Girlandovou. Kniha, stejně jako první vydání Společenstva prstenu, je psán jako překlad Červené knihy Západní marky, imaginárního hobitího rukopisu, a obsahuje některé základní informace o světě Středozemě. V tomto díle lze najít jinde nepoužité názvy míst ve Středozemi, například věž v Dol Amrothu nebo jména všech sedmi řek Gondoru. Dílo je převážně spojováno s hobitským folklórem.